# There Is a Willow Grows Aslant a Brook
There Is a Willow Grows Aslant a Brook is een compositie van Frank Bridge. Begin 1927 was Bridge bezig met het componeren van Enter spring, maar kwam vast te zitten. De muziek die hij schreef paste niet in dat werk en Bridge wendde het aan voor een nieuw werk(je), een ‘Impressie voor klein orkest’. Het bleek achteraf een van zijn droevigste werken. Het thema komt uit William Shakespeares Hamlet, de zinsnede komt uit de toespraak van Koningin Gertrude (acte IV), waarin zij de verdrinking van Ophelia beschrijft. Zij was in een wilg (willow) geklommen, die schuin (aslant) boven een beek (brook) uitstak, viel eruit (of liet zich eruit vallen) en verdronk in de beek. In het werk is veelal de hobo te horen, het instrument bij uitstek voor droeve klanken.
De componist dirigeerde zelf de eerste uitvoering in de Promsserie op 20 augustus 1927 in Queen’s Hall. De hele avond werd gevuld door Henry Wood met zijn Henry Woods Symphony Orchestra; Bridge dirigeerde alleen zijn eigen werk. Het werk zou tot aan 2012 drie keer terugkomen in de Proms.
Tempi: Adagio e tranquillo – poco allegretto – tempo I – animato appassionato e rubato – tempo I ma poco più largamente e sostenuto – lamentoso – più tranquillo

## Orkestratie
- 1 dwarsfluit, 1 hobo, 2 klarinetten, 1 fagot
- 1 hoorn
- 1 harp
- violen, altviolen, celli, contrabassen

## Britten
Benjamin Britten, leerling van Bridge arrangeerde het stuk van 11 tot en met 13 december 1932 naar een werk voor altviool en piano; dat was nog net voordat zijn eigen Sinfonietta opus 1 haar eerste uitvoering kreeg. Deze versie van amper 9 minuten werd pas uitgegeven in 1991 bij Thames Publishing; op 27 augustus 1988 speelde Nobuko Imai dit arrangement al wel voor het eerst, samen met Roger Vignoles. Plaats van handeling was Port Erin op het eiland Man. In 1948 schreef Britten ook een versie voor een kamermuziekensemble, waarschijnlijk oktet, voor de uitvoering in het kader van het Aldeburgh festival van 13 juni 1948. Deze derde versie werd nooit officieel uitgegeven.

## Discografie
- Uitgave Chandos: BBC National Orchestra of Wales o.l.v. Richard Hickox, opname 2002;
- Uitgave RCA Victor: Britten Sinfonia o.l.v. Nicholas Cleobury
- Uitgave Chandos: Bournemouth Sinfonietta o.l.v. Normal Del Mar
- Uitgave Nimbus: English String Orchestra o.l.v. William Boughton
- Uitgave Bis Records: Nabuko Imai (altviool) en Roland Pöntinen (piano)